# Branko Lazarević
Branko Lazarević (v srbské cyrilici Бранко Лазаревић, 25. listopadu 1883, Vidin – 6. října 1968, Herceg Novi) byl spolu s Jovanem Skerlićem a Bogdanem Popovićem jedním z významných literárních kritiků v Srbsku na počátku 20. století.
Byl Popovićovým žákem. Kromě literární kritiky svoji tvorbu však rozšířil i na kritiku divadelní. V pozdějších letech se přestal své původní činnosti věnovat úplně a přestoupil na estetiku a filozofii umění. Když se po druhé světové válce dostali k moci komunisté Lazarević se ocitl v nepříliš dobré situaci, neboť se dostal s novou mocí do konfliktu. Ve svém novém poli působnosti však nedosáhl takových úspěchů, které zaznamenal jako kritik.